# Mrkojevići
Mrkojevići su naseljeno mjesto u općini Čajniču, Republika Srpska, BiH. Nalaze se jugoistočno od Miljenog i istočno od Borajnog, na istočnoj obali rijeke Janjine, uz cestu R448.
Godine 1985. pripojeni su naselju Miljenom (Sl. list SRBiH 24/85).

## Stanovništvo
| Narod     | Popis 1961. | Popis 1971. | Popis 1981. |
| --------- | ----------- | ----------- | ----------- |
| Hrvati    |             |             |             |
| Muslimani | 68          | 78          | 62          |
| Srbi      | 52          | 54          | 55          |
| ostali    | 2           | 1           |             |
| Ukupno    | 122         | 133         | 117         |